# Hiiu Sinine
Hiiu Sinine es una variedad cultivar de ciruelo (Prunus domestica), de las denominadas ciruelas europeas.
Una variedad de ciruela se cree originaria de Hiiumaa o en otras partes del noroeste de Estonia. Se desconoce la fecha de origen y la historia de su origen.
Las frutas de tamaño pequeño de forma redondeada, su epidermis con un color azul violeta, y pulpa de color amarillo oscuro, consistencia media, jugosa con sabor agridulce. Tolerancia a los inviernos de Estonia es media.

## Sinonimia
- "Ola Azul'".[6]

## Historia
'Hiiu Sinine' variedad de ciruela que se cree se originó o que se encontró en Hiiumaa en el noroeste de estonia. Se desconoce la fecha de origen y la historia de su origen. Fue incluida en la prueba de comparación nacional de variedades a principios de los años 60, según el término de la época, denominada como variedad de selección nacional (ahora denominada en Estonia como "variedad del terreno"). Ya en 1951 se incluyó en la lista de variedades recomendadas en Estonia como variedad prospectiva de 1957 a 1966 siendo la variedad principal, y más tarde una variedad de huerto doméstico. En 1996, se consideró que tenía varias deficiencias importantes y fue excluida del surtido recomendado durante mucho tiempo, y los viveros fueron los que la criaron casi exclusivamente.
Se encuentra cultivada en la colección de germoplasma de plantas vivas del Centro de Investigación Hortícola Polli, dependiente del "Departamento de Ciencias de la Vida" de la Universidad de Tartu, desde el año 2001.

## Características
'Hiiu Sinine' es un árbol de porte erguido, de mediana altura. Los árboles nativos se reproducen a partir de abundantes brotes de raíces. 'Hiiu Sinine' es autofértil, y en la segunda mitad del siglo XX, se recomendó plantar 'Hiiu Sinine' en las zonas de costa junto a variedades de ciruela de floración tardía, como polinizador. Desafortunadamente son frecuentes los derrumbes masivos de las cosechas, por la rotura de la mayoría de los frutos por grietas con las lluvias, que los convierte en deshechos. Flor blanca, que tiene un tiempo de floración que comienza a partir del 21 de abril con el 10% de floración, para el 26 de abril tiene una floración completa (80%), y para el 3 de mayo tiene un 90% de caída de pétalos.
'Hiiu Sinine' tiene una talla de tamaño pequeño de 11 a 16 g, la forma es redondeada, su epidermis con un color azul violeta, la sutura se puede ver como una línea, con pruina ligera; pedúnculo de longitud largo, grosor fino; pulpa de color amarillo oscuro, consistencia media, jugosa con sabor agridulce. En seguimiento realizado por Arthur Jaama como promedio de seis años de análisis realizados por el laboratorio químico de Polli, los azúcares en la pulpa fueron el 9,2%, ácidos 1,99% y vitamina C 9m% (Jaama, A., 1959).
Hueso adherido a la pulpa.
Su tiempo de recogida de cosecha es a finales de agosto.

## Usos
Se usa comúnmente como postre fresco de mesa buena ciruela de postre de fines de verano, 'Hiiu Sinine' hace una compota sabrosa, y también apto para cocinar.